# 145 aC
El 145 aC  va ser un any del calendari romà prejulià. Durant la República i l'Imperi Romà es coneixia com l'Any del Consolat d'Emilià i Mancí o també any 609 Ab urbe condita o de la fundació de la ciutat). L'ús del nom «145 aC» per referir-se a aquest any es remunta a l'alta edat mitjana, quan el sistema Anno Domini va ser el mètode de numeració dels anys més comú a Europa.

## Esdeveniments

### Antic Egipte
- Ptolemeu VII és el nou faraó després de la mort de Ptolemeu VI. La seva mare Cleòpatra II és la reina regent, ja que el nou rei té només 16 anys. A la mort de Ptolemeu VI, els egipcis evacuen la Celesíria.[2]

### Bactriana
- A la mort d'Eucràtides I rei de Bactriana, puja al tron el seu fill, Eucràtides II. Mor també al poc temps, i és proclamat rei el seu germà Helíocles I.[3]

### Imperi Aquemènida
- Antíoc VI Dionisi, fill d'Alexandre I Balas i de Cleòpatra Tea nascut cap a l'any 148 aC, és proclamat rei selèucida per Diòdot Trifó, quan una revolta a Antioquia va deposar el rei Demetri II Nicàtor. Demetri queda assetjat al palau reial i crida en ajut a les guarnicions de Palestina. Els jueus li envien tres mil homes que el salven, i pot fugir cap a Selèucia del Tigris.[4]

### Antiga Roma
- Aquest any són elegits cònsols Quint Fabi Màxim Emilià i Luci Hostili Mancí.[5]
- Màxim Emilià rep Hispània com a província, on hi arriba comandant un exèrcit de 15.000 soldats d'infanteria i 2.000 genets, i lluita contra Viriat a la Guerra lusitana, al que derrota però no pot capturar.[6]
- El tribú de la plebs Gai Licini Cras proposa una Lex Licinia de sacerdotiis per la qual els col·legues dels pontífex no poden cobrir les vacants per cooptació, i dona l'elecció al poble, però finalment la llei és anul·lada a proposta del pretor Gai Leli Sapient.[7]
- Luci Mummi Acaic, procònsol a Grècia, organitza la constitució fiscal i municipal de la nova província d'Acaia. Al tornar a Roma celebra un triomf.[8]

## Naixements
- Sima Qian, historiador xinès (també podia haver nascut el 135 aC).[9]

## Necrològiques
- Ptolemeu VI Filomètor a causa de les ferides rebudes en la batalla de l'Orontes (cau del cavall i es fractura el crani). Va regnar 35 anys des de la seva primera proclamació.[10]
- Aristarc de Samotràcia, gramàtic i crític alexandrí, marxa exiliat a Xipre on mor (data aproximada)[11]